# Millennium Challenge Account

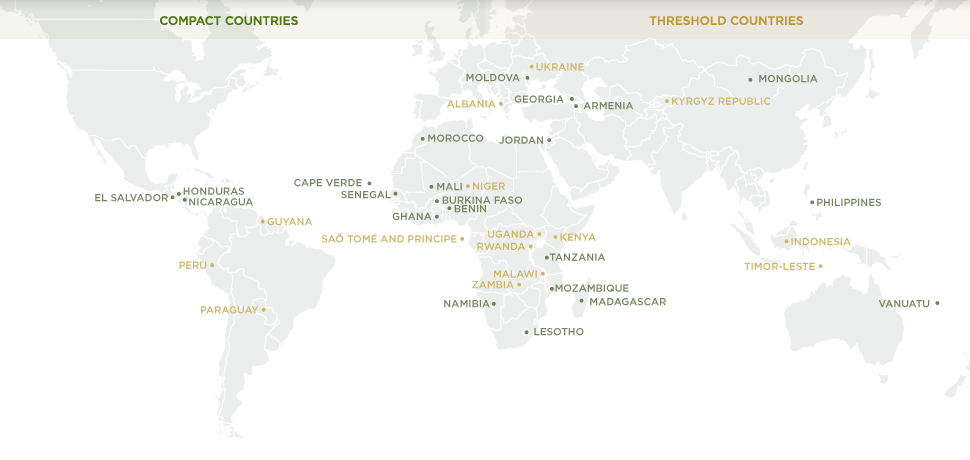
Partnerländer för det amerikanska bilaterala utvecklingssamarbetet MCA/MCC.

Millennium Challenge Account (även kallad Millennium Challenge Corporation, MCC) är en bilateral amerikansk utvecklingsfond som skapades av George W. Bush administration 2004. Fonden har utvecklat en delvis ny syn på det amerikanska biståndet. 

## Mottagarländer
Under det första året (2004) uppfyllde 17 länder villkoren för MCC-stöd. Dessa var: Armenien, Benin, Bolivia, Kap Verde, El Salvador, Georgien, Ghana, Honduras, Lesotho, Madagaskar, Mali, Mongoliet, Marokko, Mozambique, Nicaragua, Senegal, Sri Lanka, och Vanuatu.